# VdB 150
vdB 150 è una nebulosa a riflessione visibile nella costellazione di Cefeo.
Si trova a circa un terzo della separazione angolare che intercorre fra le stelle Alfirk (β Cephei) e Alrai (γ Cephei), in una regione ricca di nubi molecolari oscure; in particolare, vdB 150 rappresenta una sezione illuminata della grande nebulosa oscura LDN 1235, a cui apparentemente apparterrebbe anche la vicina nebulosa vdB 149. La stella responsabile dell'illuminazione della regione è HD 210806, una stella subgigante di classe spettrale B8IV, che imprime ai gas illuminati un colore marcatamente bluastro; la sua parallasse è di 3,24±0,63 mas, cui corrisponde una distanza di circa 308 parsec (1006 anni luce). La nube è formata da polveri fredde, ben visibili nelle osservazioni condotte all'infrarosso e rilevate dall'IRAS.
La nebulosa che comprende questa e la vicina vdB 150, LDN 1235 è probabilmente una cosiddetta nebulosa a emissione rossa, ossia una nube posta alle alte latitudini galattiche che diventa visibile grazie al campo di radiazione interstellare, con una bassa luminosità superficiale e dunque dall'aspetto oscuro se osservata nella banda della luce visibile.